# Laguna Frías
Laguna Frías är en sjö i Argentina.   Den ligger i provinsen Río Negro, i den sydvästra delen av landet, 1 400 km sydväst om huvudstaden Buenos Aires. Laguna Frías ligger 779 meter över havet. Arean är 2,8 kvadratkilometer. Den sträcker sig 4,2 kilometer i nord-sydlig riktning, och 1,7 kilometer i öst-västlig riktning.
I omgivningarna runt Laguna Frías växer i huvudsak blandskog. Runt Laguna Frías är det ganska glesbefolkat, med 24 invånare per kvadratkilometer.